# Llista d'asteroides/151001-151100
| Nom      | Designació provisional | Data de descobriment   | Lloc de descobriment | Descobridor/s |
| -------- | ---------------------- | ---------------------- | -------------------- | ------------- |
| 151001 - | 2001 UQ39              | 17 d'octubre de 2001   | Socorro              | LINEAR        |
| 151002 - | 2001 UF57              | 17 d'octubre de 2001   | Socorro              | LINEAR        |
| 151003 - | 2001 UZ58              | 17 d'octubre de 2001   | Socorro              | LINEAR        |
| 151004 - | 2001 UA59              | 17 d'octubre de 2001   | Socorro              | LINEAR        |
| 151005 - | 2001 UL68              | 20 d'octubre de 2001   | Socorro              | LINEAR        |
| 151006 - | 2001 UB72              | 17 d'octubre de 2001   | Haleakala            | NEAT          |
| 151007 - | 2001 UJ73              | 17 d'octubre de 2001   | Socorro              | LINEAR        |
| 151008 - | 2001 UR80              | 20 d'octubre de 2001   | Socorro              | LINEAR        |
| 151009 - | 2001 UD81              | 20 d'octubre de 2001   | Socorro              | LINEAR        |
| 151010 - | 2001 UT81              | 20 d'octubre de 2001   | Socorro              | LINEAR        |
| 151011 - | 2001 UK83              | 20 d'octubre de 2001   | Socorro              | LINEAR        |
| 151012 - | 2001 US92              | 18 d'octubre de 2001   | Palomar              | NEAT          |
| 151013 - | 2001 UE101             | 20 d'octubre de 2001   | Socorro              | LINEAR        |
| 151014 - | 2001 UB113             | 21 d'octubre de 2001   | Socorro              | LINEAR        |
| 151015 - | 2001 UC113             | 21 d'octubre de 2001   | Socorro              | LINEAR        |
| 151016 - | 2001 UO113             | 22 d'octubre de 2001   | Socorro              | LINEAR        |
| 151017 - | 2001 UC114             | 22 d'octubre de 2001   | Socorro              | LINEAR        |
| 151018 - | 2001 UV116             | 22 d'octubre de 2001   | Socorro              | LINEAR        |
| 151019 - | 2001 UF119             | 22 d'octubre de 2001   | Socorro              | LINEAR        |
| 151020 - | 2001 UU120             | 22 d'octubre de 2001   | Socorro              | LINEAR        |
| 151021 - | 2001 UU123             | 22 d'octubre de 2001   | Palomar              | NEAT          |
| 151022 - | 2001 UH126             | 23 d'octubre de 2001   | Palomar              | NEAT          |
| 151023 - | 2001 UT126             | 17 d'octubre de 2001   | Socorro              | LINEAR        |
| 151024 - | 2001 UV126             | 17 d'octubre de 2001   | Socorro              | LINEAR        |
| 151025 - | 2001 UD144             | 23 d'octubre de 2001   | Socorro              | LINEAR        |
| 151026 - | 2001 UD145             | 23 d'octubre de 2001   | Socorro              | LINEAR        |
| 151027 - | 2001 UA146             | 23 d'octubre de 2001   | Socorro              | LINEAR        |
| 151028 - | 2001 UM146             | 23 d'octubre de 2001   | Socorro              | LINEAR        |
| 151029 - | 2001 UT154             | 23 d'octubre de 2001   | Socorro              | LINEAR        |
| 151030 - | 2001 UC156             | 23 d'octubre de 2001   | Socorro              | LINEAR        |
| 151031 - | 2001 UG167             | 19 d'octubre de 2001   | Socorro              | LINEAR        |
| 151032 - | 2001 UM169             | 19 d'octubre de 2001   | Socorro              | LINEAR        |
| 151033 - | 2001 UJ170             | 21 d'octubre de 2001   | Socorro              | LINEAR        |
| 151034 - | 2001 UX173             | 18 d'octubre de 2001   | Palomar              | NEAT          |
| 151035 - | 2001 UQ179             | 26 d'octubre de 2001   | Haleakala            | NEAT          |
| 151036 - | 2001 UE182             | 16 d'octubre de 2001   | Palomar              | NEAT          |
| 151037 - | 2001 UZ182             | 16 d'octubre de 2001   | Socorro              | LINEAR        |
| 151038 - | 2001 UL191             | 18 d'octubre de 2001   | Palomar              | NEAT          |
| 151039 - | 2001 UW198             | 19 d'octubre de 2001   | Palomar              | NEAT          |
| 151040 - | 2001 UT201             | 19 d'octubre de 2001   | Palomar              | NEAT          |
| 151041 - | 2001 UX201             | 19 d'octubre de 2001   | Palomar              | NEAT          |
| 151042 - | 2001 UR205             | 19 d'octubre de 2001   | Palomar              | NEAT          |
| 151043 - | 2001 UU205             | 19 d'octubre de 2001   | Palomar              | NEAT          |
| 151044 - | 2001 UX205             | 19 d'octubre de 2001   | Palomar              | NEAT          |
| 151045 - | 2001 UL216             | 24 d'octubre de 2001   | Socorro              | LINEAR        |
| 151046 - | 2001 UX219             | 18 d'octubre de 2001   | Kitt Peak            | Spacewatch    |
| 151047 - | 2001 UB220             | 19 d'octubre de 2001   | Socorro              | LINEAR        |
| 151048 - | 2001 UO220             | 21 d'octubre de 2001   | Socorro              | LINEAR        |
| 151049 - | 2001 UK221             | 23 d'octubre de 2001   | Socorro              | LINEAR        |
| 151050 - | 2001 UW222             | 24 d'octubre de 2001   | Kitt Peak            | Spacewatch    |
| 151051 - | 2001 UC225             | 25 d'octubre de 2001   | Socorro              | LINEAR        |
| 151052 - | 2001 VN1               | 9 de novembre de 2001  | Palomar              | NEAT          |
| 151053 - | 2001 VS6               | 9 de novembre de 2001  | Socorro              | LINEAR        |
| 151054 - | 2001 VW6               | 9 de novembre de 2001  | Socorro              | LINEAR        |
| 151055 - | 2001 VV11              | 10 de novembre de 2001 | Socorro              | LINEAR        |
| 151056 - | 2001 VO13              | 10 de novembre de 2001 | Socorro              | LINEAR        |
| 151057 - | 2001 VO14              | 10 de novembre de 2001 | Socorro              | LINEAR        |
| 151058 - | 2001 VP14              | 10 de novembre de 2001 | Socorro              | LINEAR        |
| 151059 - | 2001 VF18              | 9 de novembre de 2001  | Socorro              | LINEAR        |
| 151060 - | 2001 VA19              | 9 de novembre de 2001  | Socorro              | LINEAR        |
| 151061 - | 2001 VQ19              | 9 de novembre de 2001  | Socorro              | LINEAR        |
| 151062 - | 2001 VP28              | 9 de novembre de 2001  | Socorro              | LINEAR        |
| 151063 - | 2001 VH29              | 9 de novembre de 2001  | Socorro              | LINEAR        |
| 151064 - | 2001 VP29              | 9 de novembre de 2001  | Socorro              | LINEAR        |
| 151065 - | 2001 VV29              | 9 de novembre de 2001  | Socorro              | LINEAR        |
| 151066 - | 2001 VP31              | 9 de novembre de 2001  | Socorro              | LINEAR        |
| 151067 - | 2001 VP35              | 9 de novembre de 2001  | Socorro              | LINEAR        |
| 151068 - | 2001 VJ36              | 9 de novembre de 2001  | Socorro              | LINEAR        |
| 151069 - | 2001 VL37              | 9 de novembre de 2001  | Socorro              | LINEAR        |
| 151070 - | 2001 VU49              | 10 de novembre de 2001 | Socorro              | LINEAR        |
| 151071 - | 2001 VY49              | 10 de novembre de 2001 | Socorro              | LINEAR        |
| 151072 - | 2001 VE50              | 10 de novembre de 2001 | Socorro              | LINEAR        |
| 151073 - | 2001 VF50              | 10 de novembre de 2001 | Socorro              | LINEAR        |
| 151074 - | 2001 VV57              | 10 de novembre de 2001 | Socorro              | LINEAR        |
| 151075 - | 2001 VD60              | 10 de novembre de 2001 | Socorro              | LINEAR        |
| 151076 - | 2001 VD61              | 10 de novembre de 2001 | Socorro              | LINEAR        |
| 151077 - | 2001 VC63              | 10 de novembre de 2001 | Socorro              | LINEAR        |
| 151078 - | 2001 VD64              | 10 de novembre de 2001 | Socorro              | LINEAR        |
| 151079 - | 2001 VP64              | 10 de novembre de 2001 | Socorro              | LINEAR        |
| 151080 - | 2001 VD65              | 10 de novembre de 2001 | Socorro              | LINEAR        |
| 151081 - | 2001 VA74              | 11 de novembre de 2001 | Socorro              | LINEAR        |
| 151082 - | 2001 VK74              | 12 de novembre de 2001 | Socorro              | LINEAR        |
| 151083 - | 2001 VM79              | 9 de novembre de 2001  | Palomar              | NEAT          |
| 151084 - | 2001 VG81              | 12 de novembre de 2001 | Haleakala            | NEAT          |
| 151085 - | 2001 VK83              | 10 de novembre de 2001 | Socorro              | LINEAR        |
| 151086 - | 2001 VE84              | 11 de novembre de 2001 | Socorro              | LINEAR        |
| 151087 - | 2001 VH84              | 12 de novembre de 2001 | Socorro              | LINEAR        |
| 151088 - | 2001 VG91              | 15 de novembre de 2001 | Socorro              | LINEAR        |
| 151089 - | 2001 VB92              | 15 de novembre de 2001 | Socorro              | LINEAR        |
| 151090 - | 2001 VU94              | 15 de novembre de 2001 | Socorro              | LINEAR        |
| 151091 - | 2001 VF95              | 15 de novembre de 2001 | Socorro              | LINEAR        |
| 151092 - | 2001 VZ97              | 15 de novembre de 2001 | Socorro              | LINEAR        |
| 151093 - | 2001 VE99              | 15 de novembre de 2001 | Socorro              | LINEAR        |
| 151094 - | 2001 VX100             | 12 de novembre de 2001 | Socorro              | LINEAR        |
| 151095 - | 2001 VA103             | 12 de novembre de 2001 | Socorro              | LINEAR        |
| 151096 - | 2001 VS103             | 12 de novembre de 2001 | Socorro              | LINEAR        |
| 151097 - | 2001 VN108             | 12 de novembre de 2001 | Socorro              | LINEAR        |
| 151098 - | 2001 VH109             | 12 de novembre de 2001 | Socorro              | LINEAR        |
| 151099 - | 2001 VX113             | 12 de novembre de 2001 | Socorro              | LINEAR        |
| 151100 - | 2001 VP116             | 12 de novembre de 2001 | Socorro              | LINEAR        |